# Cruciada a treia
Cruciada a treia (1189–1192), cunoscută și sub numele Cruciada regilor, a fost o încercare a liderilor europeni de a recuceri Țara Sfântă aflată sub ocupația lui Saladin (Șalāh al-Dīn Yūsuf ibn Ayyūb) din anul 1187 printr-o campanie militară. A avut un succes parțial, cruciații reușind să recupereze orașe ca Acra și Jaffa,însă au eșuat în a captura Ierusalimul, care era obiectivul principal al cruciadei. 
După eșecul celei de-a două cruciade din anii 1147-1149, dinastia Zengid a unificat Siria și a intrat în conflict cu conducătorii fatimizi ai  Egiptului. Saladin i-a unit pe egipteni și sirieni sub comanda sa, și i-a mobilizat să anexeze   Regatul  Ierusalimului în 1187. 
Motivați religios, regele Henric al II-lea al Angliei și regele Filip al II-lea al Franței, aflați într-un conflict, s-au împăcat pentru a conduce o nouă cruciadă pentru recuperarea Țării Sfinte. Dar regele Henric al II-lea a murit la 6 iulie 1189, astfel, comanda cruciadei a treia a fost transferată către succesorul și fiul său, Richard Inimă de Leu, care a devenit noul rege al Angliei. 
Împăratul Frederic I al Sfântului Imperiu Roman a răspuns chemării la arme, conducând o armată imensă spre Balcani și Asia Mică. A obținut câteva victorii împotriva Sultanatului Selgiucid de Rum, dar s-a înecat într-un râu  pe 10 iunie 1190 înainte să ajungă în Țara Sfântă. Moartea sa a produs teamă printre trupele germane, de aceea, o marte parte din trupe s-au retras din campanie.  
După ce cruciații au reușit să-i alunge pe musulmani din Acra, Filip, în compania succesorului lui Frederick, Leopold al V-lea, ducele de Austria, a părăsit Țara Sfânta în august 1191.  
După marea victorie de pe urma bătăliei de la Arsuf în care a respins ambuscada sarazinilor, aproape toată zona de coasta a Levantului se află sub control creștin. Pe 2 septembrie 1192, Richard și Saladin au semnat Tratatul de la Jaffa, prin care era recunoscut controlul musulman asupra Ierusalimului, dar pelerinii creștini și negustorii neînarmați puteau vizita orașul. Richard a plecat din Țara Sfântă pe 9 octombrie 1192. Cu toate că n-au reușit să recupereze Țară Sfântă, cruciații au putut să mențină sub controlul lor state ca Cirpu și coasta siriană.   
Eșecul recapturării Ierusalimului a inspirat regatele creștin-europene să se mobilizeze pentru cea de-a Patra Cruciadă din anii 1202-1204, dar europenii vor putea să recupereze orașul abia la cea de-a Șasea Cruciadă în 1229. 

## Evenimentele de dinaintea cruciadei

Portetul lui Saladin dintr-un manuscris din Cartea cunoașterii dispozitivelor mecanice ingenioase de al-Jazari (d. 1206), scrisă și ilustrată in anul 1354, Colecția Freer Gallery of Art

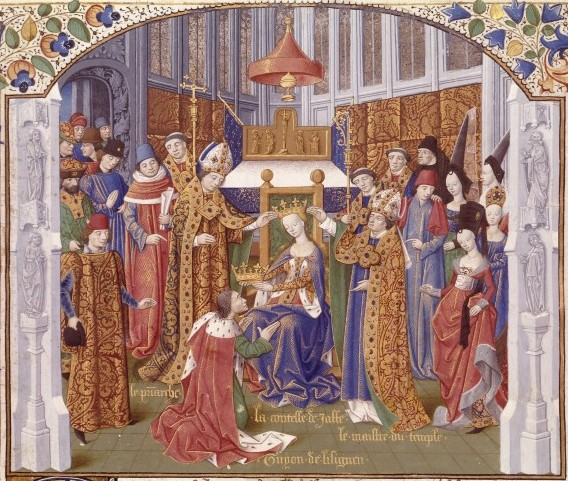
Miniatura medievală din secolul XV cu încoronarea Sybillei ca regină a Ierusalimului, care la rândul ei îl încoronează pe Guy de Lusignan ca rege al Ierusalimului

În prima cruciadă din anii 1096-1099, cruciații din Regatul Franței, Sfântul Imperiu Roman, Statele Papale , Republica Genovei, Comitatul Siciliei, Comitatul Flandrei și Imperiul Bizantin au reușit să cucerească "Țară Sfânta" de sub controlul Imperiului Selgiuc. Au stabilit  Regatul Ierusalimului, un regat franco-creștin pe coasta Levantului,  și o linie dinastică, primul rege al Ierusalimului fiind Balduin I.  Alte trei regate franco-creștine au fost înființate: Comitatul Edessei, Comitatul de Tripoli și Principatul Antiohiei.  
La cea de-a doua cruciadă din anii 1147-1150, tabăra islamică alcătuită din Imperiul Selciug, Sultanatul de Rum, Emiratul Damascului, Emiratul Zengid, Califatul Fatimid, Califatul Abbasid, precum și statul Nizari Ismaili din Siria (Asasinii) au purtat o mare victorie împotriva regatelor creștine din Levant, ordinelor cavalerești și cruciaților veniți din Regatul Franței, Sfântul Imperiu Roman, Imperiul Bizantin, Regatul Angliei, Regatul Siciliei și Statelor Papale.  
Comitatul Edessei a fost cucerit de forțele islamice, iar cruciații nu au putut recupera teritoriile pierdute. Cruciații au încercat să pătrundă în Egipt, campania soldându-se cu un eșec. Cruciada a două s-a încheiat cu un tratat de pace dintre Imperiul Bizantin și Sultanatul de Rum. 
Nur ad-Din, emirul Alepului din 1146, a unificat Siria sub autoritatea să în 1154, devenind emirul Damascului, și a organizat o expediție pentru cucerirea Egiptului. A jurat că va declanșa un Jihad împotriva regatelor creștine din Levant. De pe urma roadelor muncii sale avea să beneficieze nepotul său, Saladin, care în 1174, a devenit Sultanul Egiptului și al Siriei,  și a fondat Dinastia Ayyubidă.   
După ce și-a consolidat domnia și imperiul în Siria și Egipt, următoarea sa țintă era recuperarea Levantului și inclusiv a Ierusalimului de sub forțele creștine. 
La 29 septembrie 1182, Saladin a traversat râul Iordan pentru a atacă orașul Beisan, pe care l-a găsit pustiu.  A doua zi forțele sale au capturat și ars orașul și s-au îndreptat spre vest. Au interceptat întăririle cruciaților din Karak și Shaubak de-a lungul drumului Nablus și au luat un număr mare de prizonieri. Între timp, forța principală a cruciaților aflați sub comanda lui  Guy de Lusignan s-a mutat de la Sepphoris la al-Fula. Saladin a trimis 500 de luptători pentru a-i hărțui forțele, iar el însuși a mers la Ain Jalut. Când forța cruciaților - considerată a fi cea mai mare din regat , dar încă depășită de musulmani - a avansat, Ayyubizii s-au deplasat în mod neașteptat în josul pârâului Ain Jalut. După câteva raiduri ayyubide - inclusiv atacuri asupra lui Zir'în, Forbelet și Muntelui Tabor - cruciații încă nu au fost tentați să atace forța lor principală, iar Saladin și-a retras oamenii  odată ce proviziile și proviziile s-au epuizat.  
Atacurile cruciaților au provocat răspunsuri suplimentare din partea lui Saladin. Raynald din Châtillon  a hărțuit rutele musulmane de comercializare și pelerinaj cu o flotă pe Marea Roșie, o rută maritimă  pe care Saladin avea nevoie să o mențină deschisă. Ca răspuns, Saladin a construit o flotă de 30 de galere pentru a ataca Beirut în 1182. Raynald a amenințat că va ataca orașele sfinte Mecca și Medina. Ca răzbunare, Saladin a asediat de două ori Kerak, fortăreața lui Raynald din Oultrejordain, în 1183 și 1184. Raynald a ripostat jefuind o caravană de pelerini pe Hajj în 1185. Potrivit unui mit din secolul  al XIII-lea,  Raynald a capturat-o pe  sora lui Saladin  într-un raid asupra unei caravane; această afirmație nu este atestată în surse contemporane, musulmane sau franceze, însă afirma  în schimb că după ce Raynald a atacat o caravană, Saladin a pus paznici pentru a asigura siguranța surorii sale și a fiului ei.
După eșecul asediilor sale de la Kerak, Saladin și-a îndreptat temporar atenția asupra unui alt proiect pe termen lung și a reluat atacurile asupra teritoriului ʻIzz ad-Dīn (Masʻūd ibn Mawdūd ibn Zangi), în jurul orașului Mosul, pe care l-a asediat cu  succes în 1182. Cu toate acestea, de atunci, Masʻūd s-a aliat cu puternicul guvernator al Azerbaidjanului și al Jibalului, care în 1185 a început să-și mute trupele peste Munții Zagros, determinându-l pe  Saladin să ezite în atacurile sale. Apărătorii din Mosul, când au devenit conștienți că   ajutorul este pe drum, și-au sporit eforturile, iar Saladin s-a îmbolnăvit ulterior, astfel că în martie 1186 a fost semnat un tratat de pace.
Regele Baldwin al IV-lea al Ierusalimului a murit  de lepră în 1185, lăsând Regatul Ierusalimului în mâinile nepotului său Baldwin al V-lea, pe care îl încoronase drept co-rege în 1183. Contele Raymond al III-lea de Tripoli a servit   ca regent. În anul următor, Baldwin al V-lea a murit  la 9 ani, fiind tot bolnav de lepră, iar mama sa, prințesa Sybilla, sora lui Baldwin al IV-lea și văduva contelui de Jaffa și Ascalon, William de Montferrat, , s-a încoronat ca  regină, apoi l-a încoronat pe    Guy de Lusignan, ca  regele Ierusalimului, cǎsǎtorindu-se cu el printr-un gest surprinzător. 
Raynald din Châtillon, care susținuse pretenția lui Sybilla la tron, a atacat o bogată caravană care călătorea din Egipt în Siria și i-a aruncat pe călătorii musulmani în închisoare, rupând astfel un armistițiu între Regatul Ierusalimului și Saladin.   Saladin a cerut eliberarea prizonierilor și returnarea încărcăturii acestora. Proaspăt încoronatul rege Guy a făcut apel la Raynald să cedeze cererilor lui Saladin, dar Raynald a refuzat să urmeze ordinele regelui.
Acest act final de ultraj al lui Raynald i-a dat lui Saladin ocazia de care avea nevoie pentru a lua ofensiva împotriva Regatului Ierusalimului, iar în 1187 a asediat orașul Tiberiada. Raymond l-a sfătuit să aibă răbdare , dar regele Guy, acționând la sfatul lui Raynald, și-a dus armata alcătuită din 20 000 de oameni  la coarnele lui Hattin în afara Tiberiadei. Forțele lui Saladin alcătuite din 40 000 de oameni, inclusiv 12 000 de călăreți, au luptat cu armata franceză, însetată și demoralizată, și  a  nimicit-o în bătălia de la Hattin care a urmat (iulie 1187).  Căldura dogoritoare și lipsa apei au fost principalii factori care au dus la înfrângerea francilor. Saladin a otrăvit și a astupat fântânile cu nisip, și  le-a  blocat rutele de aprovizionare,  în timp ce soldaților  săi  le-a  asigurat rezerve mari de apă cu ajutorul caravanelor de cămile.  
Cruciații armatei lui Guy au fost nevoiți să-și amplaseze tabăra. Noaptea, ayyubizii i-au terorizat cu rugăciuni, scandări  și cântece zgomotoase în timp ce băteau tobele, nelăsându-i să doarmă.   Au dat foc ierbii uscate provocând dare imense de fum, făcând gâturile cruciaților și mai uscate. Câțiva soldați ayyubizi veneau să-i batjocorească pe cruciații însetați să le toarne apă în nisip.  
Cruciații, disperați de sete, ajung să  înainteze spre Lacul Tiberiadei, dar sunt măcelăriți de forțele musulmane. 
Regele Guy era în cortul său regal de pe deal cu anturaj .   Al-Afdal, fiul de 17 ani al sultanului Saladin, scrie în lucrarea sa că francii se retrăgeau, fugăriți de musulmani, și strigă de bucurie  "i-am bătut". Dar tatăl sau s-a încruntat la el și i-a spus "taci, încă nu i-am bătut cât timp cortul lui Guy este încă în picioare".  Chiar când îi vorbea, cortul lui Guy s-a prăbușit. Saladin s-a dat jos de pe cal,  s-a plecat în fața lui Allah și a plâns de bucurie. 
Toți cruciații care au fost cruțați sunt  legați de trupele musulmane  și vânduți în târgurile de sclavi.  Printre prizonieri a fost si marchizul de  Montferrat,  William al V-lea, tatăl lui Conrad de Montferrat, și William de  Montferrat,  Contele de Jaffa  și Ascalon (mort în 1177), soțul Sybbilei și tatăl viitorului rege al Ierusalimului, Balduin al V-lea. 
Regele Guy și Raynald, fiind capturați, au fost aduși la cortul lui Saladin. Saladin i-a oferit lui Guy  o cupă cu apă din cauza setei sale mari. Guy a sorbit băutură și apoi i-a dat cupa lui Raynald. După ce a primit paharul de la   Guy,  Raynald a acceptat băutura din mâinile regelui Guy, Saladin i-a spus interpretului său „spune-i regelui:„ lui i-am dat  să bea ””.   Saladin,  furios, l-a certat pe Raynald pentru blasfemii, atacurile asupra caravanelor și crimele împotriva Islamului, însă a spus că va fi iertat dacă se va converti la Islam. Raynald a refuzat. Saladin a luat sabia și dintr-o lovitură   l-a decapitat pe Raynald   . Guy s-a înfricoșat, dar Saladin i-a spus " „[Nu] este obișnuitul regilor să omoare alți regi ; dar acel om a încălcat toate limitele și, prin urmare, l-am tratat astfel." " Saladin a onorat tradiția cu regele Guy, trimițându-l la Damasc. Ulterior, i-a obligat supușii să plătească răscumpărarea pentru a fi eliberat.  
Doar  Raymond al III-lea de Tripoli și cu Balian de Ibelin reușesc să scape, inclusiv William de Montferrat. Între timp, cel de-al doilea fiu al său, Conrad, ajunsese la Tir din Constantinopol. Conrad a primit comanda apărării. În timpul asediului Tirului din noiembrie acel an, se spune că a refuzat să se predea la fel de mult ca o piatră a zidurilor sale pentru a-l elibera pe tatăl său, amenințând  că va trage el    însuși cu arbaleta  în tatăl său dacă  Saladin l-ar prezenta ca ostatic. În cele din urmă, Saladin și-a retras armata din Tir. În 1188, William a fost eliberat nevătămat la Tortosa, murind  în vara anului 1191. 

Se spune că Papa Urban al III-lea s-a prăbușit, făcând infarct,  și a murit (octombrie 1187) la aflarea veștii înfrângerii devastatoare  de la Hattin.  

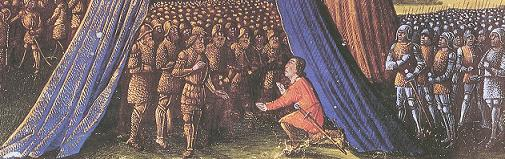
Balian de Ibelin, in urma negocierilor, cedeaza Ierusalimul lui Saladin dupa un asediu sangeros

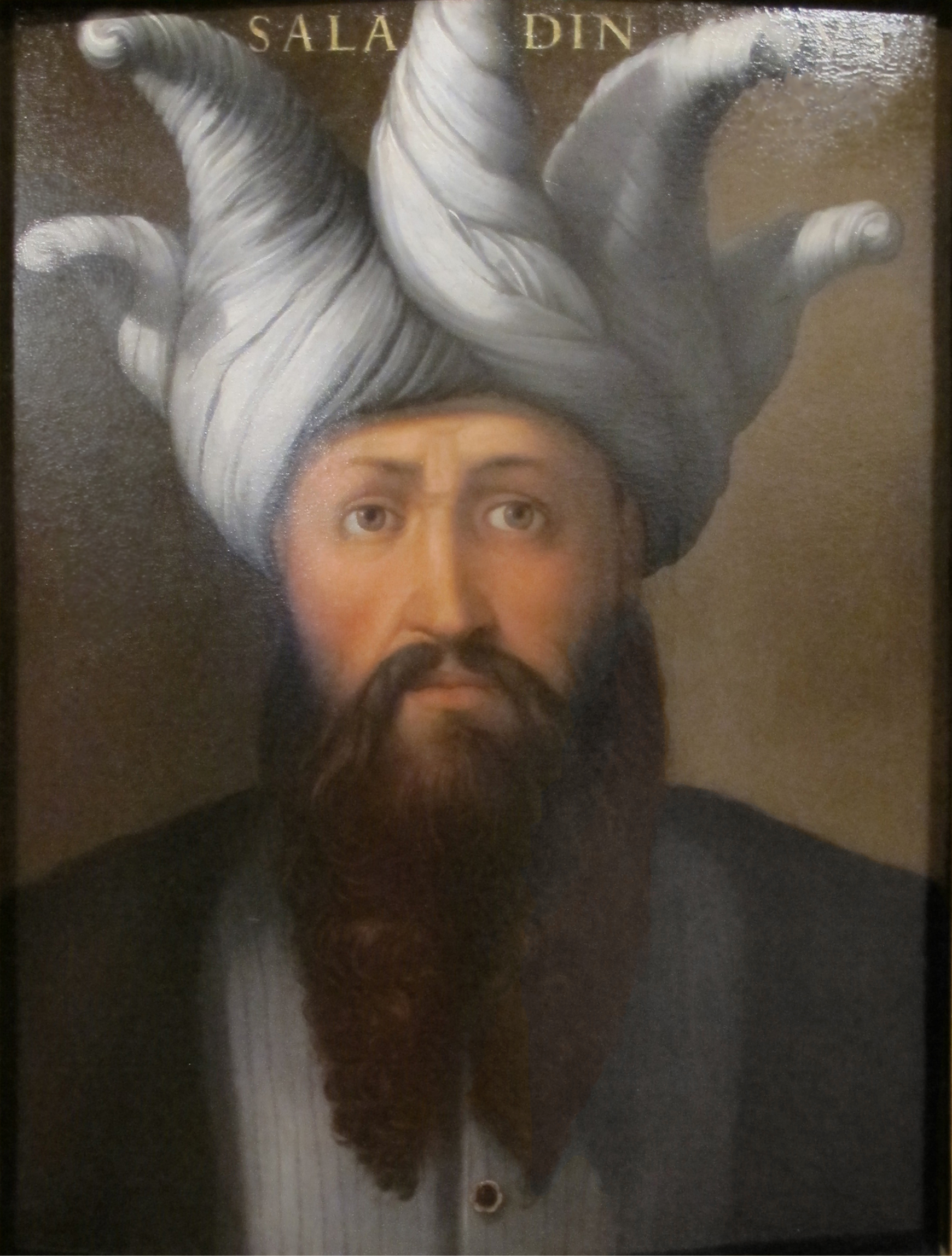
Saladin imaginat din perspectiva vestica, pictura din 1568, vazut ca un terorist islamist pentru crestinitatea europeana

Până la sfârșitul anului 1187 Saladin a ocupat Acra și Ierusalimul.  După o scurtă recunoaștere în jurul orașului, armata lui Saladin s-a odihnit în fața Turnului lui David și a Porțîi Damascului  . Arcașii săi lansau  continuu   săgeți spre zidurile cetății. Turnurile de asediu   au fost deplasate până la ziduri, dar au fost  respinse  înapoi de fiecare dată. Timp de șase zile, s-au dus lupte crâncene cu  rezultate mici.  Balian de Ibelin a fost  însărcinat de Patriarhul Ierusalimului să apere orașul sfânt.  Forțele lui Saladin au suferit mari pierderi după fiecare asalt, inclusiv turnurile sale de asediu au fost distruse. Pe 26 septembrie, Saladin și-a mutat tabăra într-o altă parte a orașului, pe Muntele Măslinilor, unde nu există o poartă majoră de unde cruciații să poată contraatacă. Zidurile au fost lovite în mod constant de   catapultele, mangonelele,   focul grecesc, arbaletele și săgețile  ayyubizilor. O porțiune a zidului a fost erodată și s-a prăbușit la 29 septembrie. Cruciații nu au putut  respinge trupele lui Saladin  care pătrundeau prin   spărtura  zidului, dar în același timp, musulmanii nu au putut intra în oraș. Câteva zeci de cavaleri și o mână de bărbați rămași  apărau spărtura  zidul, deoarece nu mai puteau fi găsiți recruți.  
Civilii erau în mare disperare.  Balian , lordul de Ibelin ,  a ieșit din oraș pentru a se  întâlni cu sultanul, oferindu-i predarea. Saladin i-a spus lui Balian că a jurat să ia orașul cu forța și că va accepta doar o predare necondiționată.  Saladin i-a spus lui Balian că stindardul lui Saladin a fost ridicat pe zidul orașului, dar armata sa a fost respinsă. Balian a amenințat că apărătorii vor distruge locurile sfinte musulmane, își vor ucide propriile familii și cei 5000 de sclavi musulmani și vor arde toate bogățiile și comorile cruciaților.   Saladin, care dorea să ia orașul cu cât mai puțină vărsare de sânge , a insistat că cruciații ar trebui să se predea necondiționat, dar ar putea pleca plătind o răscumpărare de zece dinari pentru bărbați, cinci pentru femei și doi pentru copii; cei care nu ar putea plăti erau înrobiți. Balian i-a spus că sunt 20.000 în oraș care nu ar putea plăti niciodată suma respectivă. Saladin a propus un total de 100.000 de dinari pentru a elibera pe toți cei 20.000 de cruciați care nu au putut plăti. Balian s-a plâns că autoritățile creștine nu ar putea strânge niciodată o astfel de sumă. El a propus că 7.000 dintre aceștia să fie eliberați pentru o sumă de 30.000 de dinari, iar Saladin a fost de acord.  
La ordinul lui Balian, cruciații au predat orașul armatei lui Saladin pe 2 octombrie. Preluarea orașului a fost relativ pașnică în contrast cu asediul cruciaților asupra orașului din 1099. Balian a plătit 30.000 de dinari pentru eliberarea a 7.000 dintre cei care nu au plătit din trezoreria orașului. Marea cruce creștină aurie care fusese așezată deasupra Cupolei Stâncii de către cruciați a fost trasă în jos și toți prizonierii musulmani de război luați de cruciați au fost eliberați de Saladin. Pentru a consolida pretențiile musulmanilor față de Ierusalim, multe locuri sfinte, inclusiv  Moscheea Al-Aqsa, au fost purificate ritual cu apă de trandafiri. Mobilierul creștin a fost scos din moschee și moscheea a fost dotată cu covoare orientale. Pereții săi erau luminați cu candelabre și texte din Coran. Creștinilor ortodocși și sirienilor li s-au permis să rămână și să se închine după cum au ales. Copții, cărora li s-a interzis intrarea în Ierusalim de către regatul cruciad al Ierusalimului, deoarece erau considerați eretici și atei, li s-au  permis să intre în oraș fără să plătească taxe de către Saladin, deoarece el îi considera supuși. Lăcășurile de cult copte  care au fost preluate anterior de cruciați au fost returnate preoților copți. Copților li s-a permis  să viziteze Biserica Sfântului Mormânt și alte situri creștine. Creștinilor abisinieni au primit permisiunea  să viziteze locurile sfinte ale Ierusalimului fără a plăti taxe. 
Dar noul papă, Grigore al VIII-lea, a emis  bula Audita tremendi (29 octombrie 1187), a interpretat capturarea Ierusalimului ca o pedeapsă pentru păcatele creștinilor din toată Europa; a cerut o nouă cruciadă spre  Țara Sfântă. A domnit doar două luni, murind pe 17 decembrie 1187 de bătrânețe.  A fost succedat de Papa Clement al III-lea, cel care va manageria Cruciada a Treia și va media disputele dintre regele Henric al II-lea al Angliei și Filip al II-lea al Franței. În aprilie 1189 a făcut pace cu Frederick Barbarossa.

## Cruciada lui Barbarossa

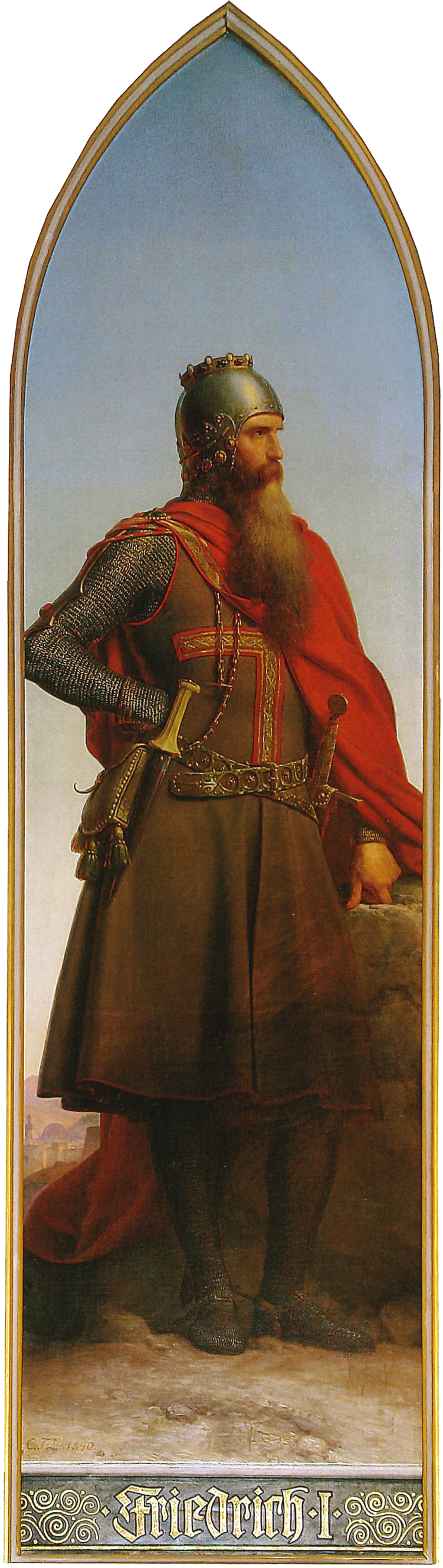
Frederick Barbarossa, pictura de Carl Friedrich Lessing

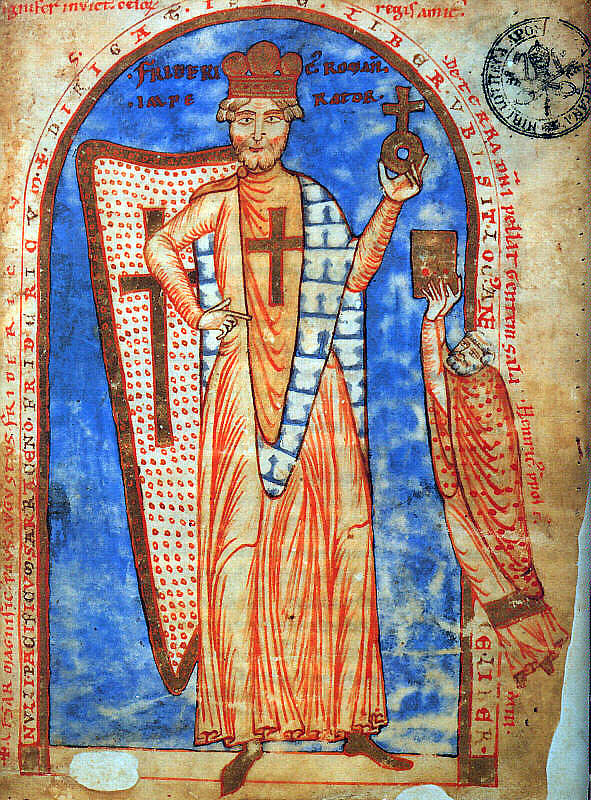
Miniatura medievala din 1188 cu Frederick Barbarossa din Historia Hierosolymitana

### Pregătirile pentru cruciadă
Cruciada lui Frederic I al Sfântului Imperiu Roman , Împăratul romano-german, în vârstă de 66 ani,  a fost meticulos plănuită și organizată, conform relatărilor din două lucrări: Istoria Expediției Împăratului Frederick și Istoria Pelerinilor. 
Pe 27 octombrie 1187, la trei săptămâni după ce Saladin a capturat Ierusalimul, Papa Grigore al VIII-lea a trimis scrisori către episcopatul german pentru mobilizarea nobilimii germane către o nouă cruciadă. Pe 23 noiembrie, Frederick a primit scrisorile de la conducători din statele creștine din Levant care îl rugau să vină să-i sprijine. 
Pe 11 noiembrie, cardinalul Henry de Marcy a fost numit să predice despre cruciadă în Germania înaintea lui Frederick și adunării publice de la Strassbourg pe 1 decembrie. A predicat și episcopul Henry de Strasbourg la rândul sau. 500 de cavaleri au luat crucea de la Strasbourg, dar Frederick a rămas neclintit fiind într-un conflict cu arhiepiscopul Filip de Cologne. A trimis  o delegație către aliatul său, regele Filip al Franței pentru a-l ruga să preia crucea.  Pe 25 decembrie, Frederick și Filip s-au întâlnit față-n față la granița dintre Ivois și Mouzon în prezența lui Henry de Marcy și Joscius, arhiepiscopul Tirului, însă nu l-au putut convinge pe Filip să se ducă în cruciadă, aflându-se în război cu Anglia regelui Henric al II-lea. 
Frederick a organizat o dietă la Mainz pe 27 martie 1188, numită Curtea lui Christos. Arhiepiscopul de Cologne s-a supus în cele din urmă lui Frederick și pacea a fost restaurată în imperiu. Episcopul Godfrey de Wurzburg a predicat despre cruciadă și Frederick, înaintea adunării, a preluat "Crucea", declarând începerea Cruciadei spre recuperarea Țării Sfinte și expediție generală împotriva păgânilor.  L-au urmat fiul său, Ducele Frederick al  VI-lea de Suabia, Ducele Frederick de Bohemia, Ducele Leopold al V-lea de Austria, Lordul funciar Ludovic al III-lea de Thuringia și alți nobili. 
După ce a luat crucea, Frederick a început pregătirile între 17 aprilie 1188 și 8 aprilie 1189 pentru a aduna o armată la Regensburg de ziua Sfântului Gheorge pe 23 aprilie 1189.  Pentru a preveni indisciplina, participanții trebuiau să aibă cel puțîn trei mărci germane, pentru a se întreține pentru cel puțin 2 ani. 
La Strasbourg, Frederick a impus o taxa mică pentru evreii din Germania pentru a finanța cruciadă. Evreii au fost aduși sub protecția sa și a interzis tuturor să le facă rău evreilor, așa cum s-a întâmplat la cruciadele precedente.  S-au întâmplat însă incidente, precum cel de pe 29 ianuarie 1188 când o gloată a invadat cartierul evreiesc din Mainz și evreii au fugit către castelul imperial din Munzenberg. Rabinul reprezentativ, Moses ha-Cohen, s-a întâlnit cu împăratul. Frederick a emis un edict prin care amenința cu pedeapsa cu moarte pe oricine era prins că vătăma sau ucidea un evreu.  Pe 29 martie, Frederick și rabinul Moses s-au plimbat împreună pe stradă pentru a demonstra populației că evreii se bucură de protecție imperială.  
După adunarea de la Strasbourg, Frederick a trimși legați pentru a negocia și asigura trecerea armatei sale pe meleagurile  altor regi:  arhiepiscopul Conrad de Mainz în Ungaria, Godfrey de Wiesenbach către sultanatul Selgiuc și un ambasador necunoscut către Imperiul Bizantin, precum și reprezentanți către prințul Leo al III-lea al Armeniei.  
Frederick semnase anterior un tratat de prietenie cu Saladin în 1175, de aceea a fost nevoit să-i trimită sultanului o notă că alianța lor a încetat după ce a prăduit Țara Sfânta.  Pe 26 mai 1188, l-a trimis pe contele Henry al II-lea de Dietz să prezinte un ultimatul lui Saladin prin care îl înștiința că dacă nu-și retrage trupele din teritoriile cucerite, va întoarce "Adevărata Cruce" către Biserica Sfântului Mormânt .
După Crăciunul din 1188, Frederick a primit emisari  din Ungaria, Bizanț, Serbia, Sultanatul Selgiuc și Egipt. Emisarii lui Ștefan Nemanja, marele prinț al Serbiei, a anunțat că-l va găzdui pe Frederick la Nis.  Emisarul bizantin, Ioan Kamateros, a transmis un răspuns pozitiv, dar cu condiția că Godfrey de Wurzburg, Frederick de Suabia și Leopold de Austria să depună jurământul de bună purtare.  Episcopul Hermann de Munster, Contele Rupert al III-lea de Nassau, viitorul împărat Henric al VI-lea de Dietz și samberlanul Markward von Neuenburg au fost trimiși să facă pregătirile în Bizanț.  
La adunarea de la Strasbourg din decembrie 1187, episcopul Godfrey de Wurzburg l-a rugat pe Frederick să navigheze cu armata sa către Țară Sfânta decât să se deplaseze pe uscat. Frederick a refuzat și Papa Clement al III-lea i-a ordonat lui Godfrey să nu mai discute cu el pe această tema. Mulți germani au ignorat ordinele la Regensburg și s-au îndreptat spre Regatul Siciliei, sperând că vor putea naviga către Țara Sfânta pe cont propriu. Frederick i-a scris regelui William al II-lea al Siciliei să interzică navigarea.  Se temea că Saladin ar putea acapara porturile cruciatilor. 
Pe 15 aprilie 1189, în Haguenau, Frederick a acceptat formal și simbolic să poarte sceptrul și scripul de pelerin.  A ajuns la Regensburg  pentru adunarea din zilele 7-11 mai. Armata a început să se adune de pe 1 mai.  Frederick a fost dezamăgit că îl așteptau forțe inferioare numeric sub așteptările sale, dar a fost descurajat să renunțe la întreprindere când a aflat că o forță internațională avansase deja la granița cu Ungaria și aștepta armata imperială.

### Plecarea spre Balcani

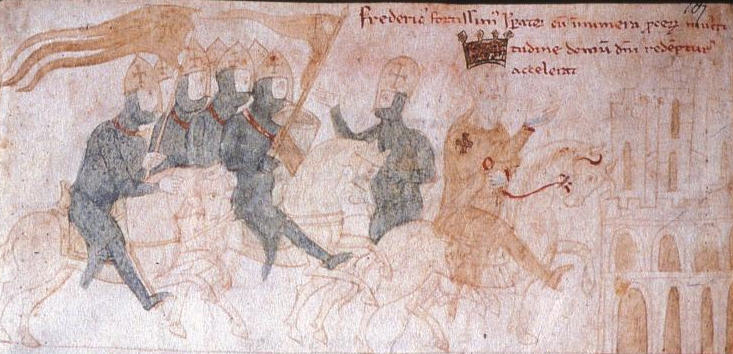
Plecarea lui Barbarossa in Cruciada

Frederick a pornit pe 11 mai 1189 cu o armată de 12 000 -15 000 de oameni, incluzând 2000-4000 de cavaleri.   Armatei sale i se vor alătură un contigent de 2000 de oameni conduși de prințul Ungariei, Geza,  fratele mai tânăr al regelui Béla al III-lea al Ungariei, și episcopul Ugrin Csak. Alte două contigente din imperiu, unul din Burgundia și altul din Lorrain, s-au alăturat armatei.  S-a alcătuit cea mai mare forță care va marsalui către Țara Sfântă. 
Frederick a navigat din Regensburg pe 11 mai 1189, dar majoritatea armatei sale a rămas pe frontieră ungară. Pe 15 mai, Frederick a ordonat ca satul Mauthausen să fie ars deoarece a perceput o taxa asupra armatei.  În Viena, Frederick a exclus 500 de oameni fiindcă erau infectați. 
Pe 28 mai  Frederick a  celebrat Rusaliile la Pressburg unde armata sa a avut o bună purtare la ordinele sale. 

Din Pressburg, emisari ungari au escortat cruciații către Esztergom, unde Regele Bela al III-lea al Ungariei l-a primit personal pe Frederick pe 4 iunie. L-a aprovizionat cu bărci, vin, pâine și grâu pentru armata sa. Frederick a stat în Esztergom pentru 4 zile. Regele Ungariei l-a acompaniat până la frontieră bizantină, lângă Belgrad, traversând râurile Drava, Tisza și Sava pe 28 iunie. În Belgrad, Frederick a inițiat un turneu de cavaleri, timp în care i-a scris împăratului Isaac al II-lea Angelos să-l informeze că va pătrunde pe teritoriul bizantin. 

Armata germană a părăsit Belgradul pe 1 iulie, traversând Morava și atingând Branicevo, care era sediul local al administrației bizantine, condusă de un duce. Bela al III-lea l-a salutat pe Frederick și s-a întors în Ungaria, nu înainte de a le oferi vagoane cu provizii cruciatilor, iar Frederick i-a înapoiat bărcile.  
Contigentul burgundian comandat de arhiepiscopul Aimo de Tarentaise și contigentul din Metz s-au alăturat armatei germane la Branicevo. Ducele de Branicevo i-a dat armatei 8 zile pentru aprovizionare. Contigentul maghiar a părăsit Branicevo pe 11 iulie pentru a merge pe drumul Via Militaris ce ducea către Constantinopol, dar a fost hăituit de bandiți.  
Pe 25 iulie, Frederick a fost în Cprija unde a primit vestea că Peter de Brixey a ajuns în Ungaria cu contigentul din Lorraine. 
Emisarii lui Frederick au ajuns la Constantinopol, dar Frederick n-a putut comunica cu împăratul Isaac căci acesta era asediat de rebeli la Filadelfia.  Ioan Kamateros i-a scris lui Frederick pentru a-l informa că o piață era deschisă la Sofia pentru aprovizionare. 
Frederick a fost bine primit  de Ștefan Nemanja la Nis cu pompă la 27 iulie. Acolo s-a  inițiat o alianța maritală dintre fiica Ducelui Berthold de Merania și nepotul lui Nemanja, Toljen.  Frederick a primit un mesaj de sprijin de la țarul Petru al  II-lea al Bulgariei, dar a refuzat să încheie o alianță. 
Evenimentele de la Nis erau privite că acte ostile de către bizantini.  
Înainte să părăsească Nis, Frederick l-a trimis pe Godfrey de Wurzburg să precide  despre importantă disciplinei și menținerea păcii. A reorganizat armata, a divizat-o în patru, pentru orice eventualitate după intrarea pe teritoriul bizantin.  Avangardă suaba și cea bavareză au fost puse sub comanda Ducelui de Suabia care l-a asistat pe Herman al IV-lea de Baden și Berthold al III-lea de Vohburg. A două divizie era alcătuită din contigente hungare și bohemiene. A treia era sub comanda Ducelui de Merania asistat de episcopul Diepold de Passau. A patra era sub comanda personală a lui Frederick și Rupert de Nassau care trebuia să-i poarte stindardul în absență. 
Cruciații au părăsit Nis pe 30 iulie și au ajuns la Sofia pe 13 august unde au găsit un oraș abandonat, nefiind nicio delegație bizantină care să-i primească și nici măcar o piață. În ziua următoare cruciații au părăsit Sofia și li s-a alăturat contigentul lui Peter de Brizey.  Poarta lui Traian din calea lor era apărată de 500 de soldați bizantini.  Garnizoana bizantină s-a retras la vederea iscoadelor lui Frederick.  
Pe 20 august armata a ajuns la Pazardzhik, găsind o abundență de provizii. 
Isaac a încercat între timp să negocieze o alianțǎ secretă cu Saladin pentru a-l sabota pe Frederick în schimbul siguranței imperiului sau. Temându-se că Frederick l-ar putea detrona, Isaac a ordonat armatei sale, comandată de protostratorul Manuel Kamytzes, să atace armata germană. La 22 noiembrie 1185, cu 2000 de călăreți, Kamytzes a pregătit o ambsucada pentru germanii care se aprovizionau lângă Filippolis.  Germanii au fost informați de locuitorii armenineni  din fortăreața Prousenos că bizantinii le pregătesc o ambuscadă.    
Frederick a trimis 5000 de cavaleri să atace tabăra bizantină. Bizantinii conduși de Kamytes au fost alungați, dar cruciada germanilor a suferit întârzieri. Au rămas 6 luni blocați în Tracia din cauza că bizantinii au refuzat să-i lase să traverseze.
Printre trupe era maestrul Sibrand (Meister Sibrand, Magister Sibrandus) care a  fost fondatorul spitalului din Akkon,  și urma să devină baza Cavalerilor Teutoni.  Din acest motiv, este uneori considerat „primul mare maestru” al ordinului respectiv, chiar dacă acesta a fost recunoscut abia în 1192 și transformat într-un ordin militar în 1198. 
Sibrand călătorise la Outremer în 1188, în a treia cruciadă a lui Frederick Barbarossa, ca adept al lui Adolf al III-lea din Holstein. Sibrand este menționat ca fiind fondatorul unui spital într-un document al regelui Guy de Lusignan datat în septembrie 1190. Spitalul de campanie a fost operat pentru trupele germane în timpul asediului de la Akkon.  Un astfel de spital fusese înființat și operat de negustorii din Bremen și Lübeck, lângă cimitirul Sf. Nicolae, folosind o pânză pentru adăpost. După cucerirea lui Akkon, Guy i-a dat lui Sibrand o casă în oraș, spitalul armean.
După căderea  cetǎții Acra, în iulie 1191, spitalul a fost mutat în oraș și  a evoluat în baza permanentă a  cavalerilor teutoni.   Cu ajutorul donațiilor făcute de credincioși, o grădină pentru spital a fost finanțată și creată în fața porții Sf. Nicolae.  

### Germanii pe teritoriul turcesc și moartea lui Frederick Barbarossa

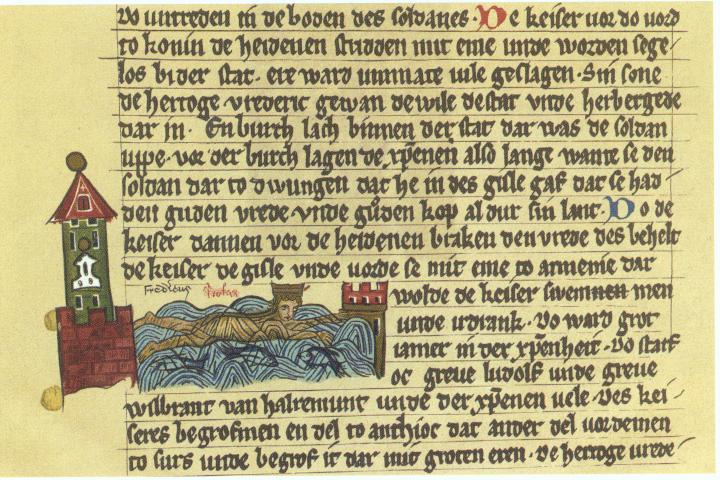
Moartea lui Barbarossa mentionata si ilustrata intr-un manuscris medieval din secolul al XIII-lea

Frederick și armata sa au reușit să ajungă în Asia Mică unde Sultanatul de Rum i-a promis o trecere sigură. Dar Frederick a fost păcălit, armata să fiind constant lovită de trupele turce alcătuite din 10000 de oameni.  În cele din urmă, s-a ajuns la o bătălie la Filomelion unde 2000 de cruciați și 5000 de turci au fost uciși.  Frederick a fost nevoit să-și aprovizioneze proviziile de alimente și animale cucerind capitala turcească Iconium pe 18 mai 1190, jefuind orașul și omorând 3000 de turci. 
Traversând răul Saleph pe 10 iunie 1190, în timp ce Frederick era călare, calul său s-a împiedicat, iar Frederick a căzut în apa râului unde s-a înecat. După moartea șocantă a lui Frederick, s-a instaurat haosul în armata germană, mulți soldați dezertand și întorcându-se înapoi pe meleagurile lor pregătindu-se pentru alegerea noului împărat, Imperiul Romano-German fiind o monarhie electivă. Fiul împăratului, Frederick de Suabia, a condus cei 5000 de oameni rămași spre Antioch.  Trupul fostului împărat a fost fiert pentru a-i îndepărta carnea  la Biserica Sfântului Petru, iar oasele sale au fost depuse într-un sac pentru a continua cruciada.  
În Antioch, armata germană s-a redus numeric din cauza infecțiilor și febrei.  
Tânărul Frederick a cerut să fie asistat de Conrad de Montferrat, fiul lui William al V-lea, marchiz de Montferrat, pentru a-l duce în siguranță spre Acra unde oasele tatălui său să fie îngropate.  Cruciada germanilor a eșuat, sfârșindu-se dezastruos.  
La 15 aprilie 1191, Henric al VI-lea a fost ales drept noul împărat al Sfântului Imperiu Roman.  

## Cruciada lui Richard si Filip

### Expediția pe mare

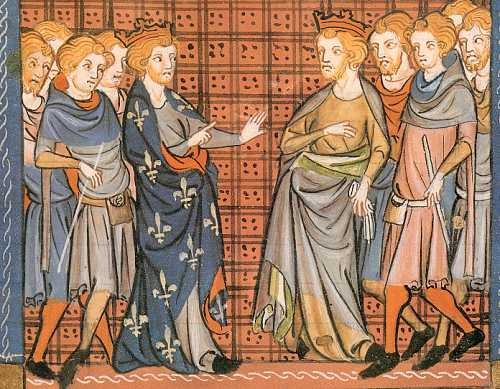
Filip al Frantei se intalneste cu Richard al Angliei-miniatura medievala

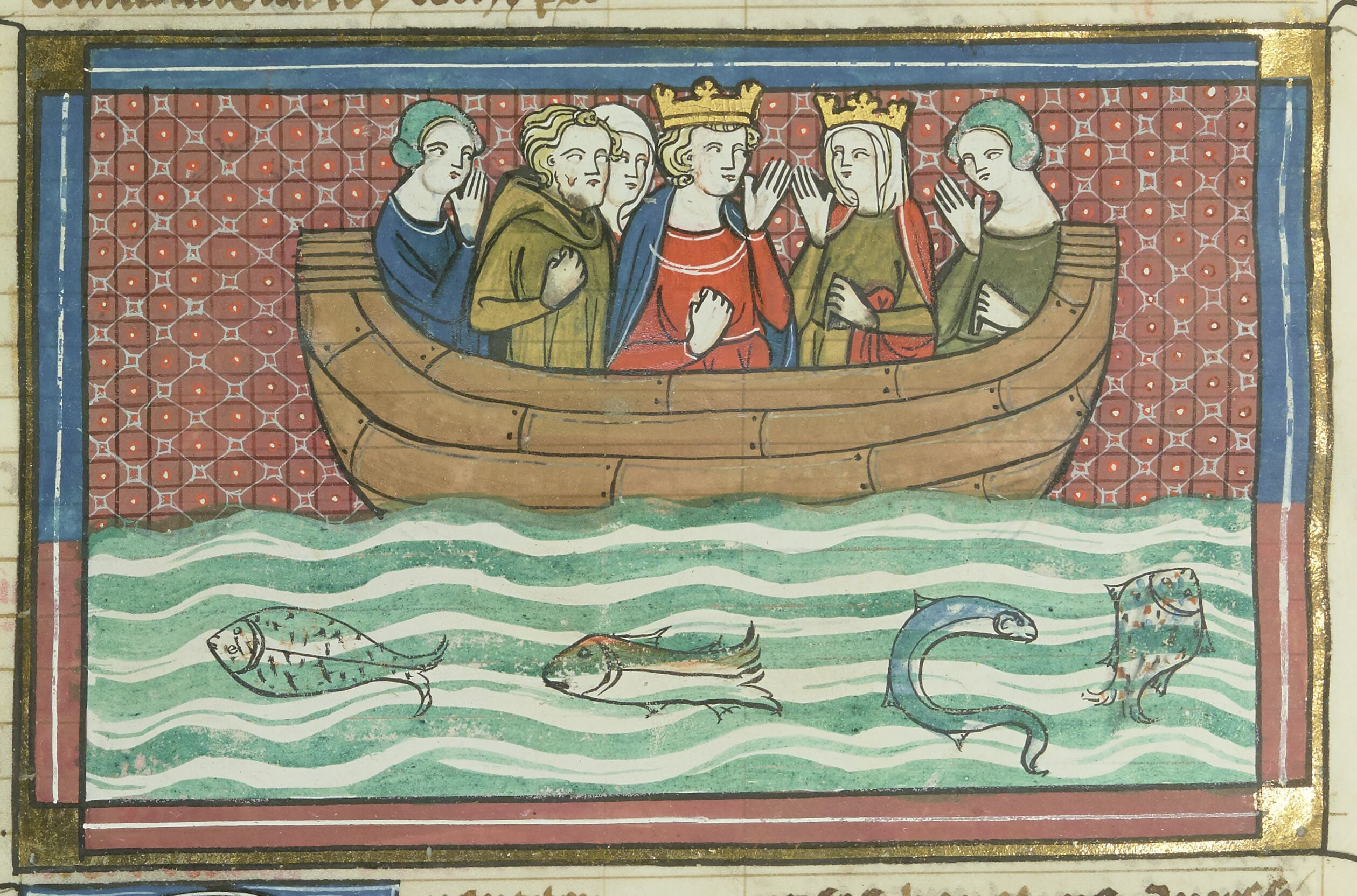
Richard si Berenguela navigand pe mare-miniatura medievala

Henric al II-lea al Angliei și Filip al II-lea al Franței au încheiat ostilitățile și s-au întâlnit la Gisors în ianuarie 1188 pentru a lua Crucea. Amândoi au impus "taxa Saladin" asupra cetățenilor pentru a finanța cruciada.  Baldwin de Exeter, arhiepiscopul de Canterbury, a făcut un tuneu în Țară Galiilor pentru a convinge 3000 de oameni să se alăture cruciadei. 
Henric al II-lea se află într-un conflict cu fiul său, prințul Richard, care până la urmă l-a declarat moștenitorul tronului.  Henric a început să facă pregătiri pentru plecarea în cruciadă.  
Pregătirile decurgeau normal până când pe 6 iulie 1189  regele Henric al II-lea a murit. Richard I, fiul său,  a devenit noul rege, și a crescut finanțarea pentru cruciadă.   Richard nu era doar regele Angliei, ci rege al Imperiului Angevin, care cuprindea coasta sud-estică a Irlandei, precum și regiunile Aquitania, Bretania, Normandia, Valea Loarei  și Gasconia.  
În aprilie 1190, flota lui Richard a părăsit Dartmouth sub comanda lui Richard de Camville și Robert de Sable în drumul spre Marsilia.   
Richard și Filip s-au întâlnit la Vezelay pe 4 iulie 1190 și au mers împreună până la Lyon unde s-au despărțit și au convenit să se reintalneasca în Sicilia.  Richard a mărșăluit cu trupele sale  în număr de 800 spre Marsilia, pe când Filip a mărșăluit spre Genova. Richard a ajuns la Marsilia și a văzut că flota sa nu a ajuns, așa că a recrutat noi echipaje de pe alte corăbii și a plecat spre Sicilia pe 7 august.  Flota engleză a ajuns în Marsilia pe 22 august, dar pentru că nu l-a găsit pe Richard, a plecat spre Messina. 
Filip a angajat o flota genoveză pentru a-i transporta armata de 650 cavaleri, 1300 de călăreți și 1300 de scutieri spre Sicilia.  
William al II-lea de Sicilia a murit în anul anterior și a fost înlocuit de Tancred, care i-a capturat pe soția lui William și sora lui Richard, Ioana de Anglia.  Richard a capturat orașul Messina pe 4 octombrie 1190 și a eliberat-o pe Ioana.  
Richard și Filip s-au întâlnit și au dezbătut problema mariajului lui Richard. Richard a decis să se însoare cu Berengaria de Navarre, despărțindu-se de sora vitregă a lui Filip, Alys.  
Filip a părăsit Sicilia și s-a îndreptat spre Orientul Mijlociu pe 30 martie 1191, ajungând în Tir prin aprilie.  S-a alăturat asediului cetății Acra pe 20 aprilie.  
Richard a părăsit Sicilia pe 10 aprilie, dar flota sa alcătuită din 180 de corăbii și 39 de galere a fost lovită de o furtună violentă, multe corăbii fiind scufundate,  iar altele au fost pierdute,  inclusiv cea în care se află Ioana, Berengaria și o mare parte din trezorerie păstrată pentru cruciadă. Corabia a fost descoperită de Isaac Dukas Comnenus de Cipru care a luat comoara și femeile.
Richard a debarcat la Limassol pe 6 mai și s-a întâlnit cu Isaac, cu care a agreat că-și va primi comoară și 500 de soldați din armata cipriotă pentru expediția spre Țara Sfânta. Richard și-a ridicat tabăra la Limassol unde a primit vizita lui Guy de Lusignan și s-a însurat cu Berengaria.  
Aflându-se la fortăreața din Famagusta, Isaac și-a încălcat jurământul de ospitalitate și a început să emită ordine pentru că Richard să evacueze insula.  Richard s-a enervat și a cucerit insula în câteva zile.  Abia în iunie a părăsit insula, lăsându-l pe  Robert al IV-lea de Sablé drept lord al Ciprului.  
La finalul anului 1191, regele Richard   a agreat cu Robert să vândă insula Cipru Templierilor pentru 25 000 de piese de argint. Până la urmă, Richard a cedat Ciprul lui Guy de Lusignian, fostul rege al Ierusalimului.

### Sosirea în Țara Sfânta și asediul cetății Acra

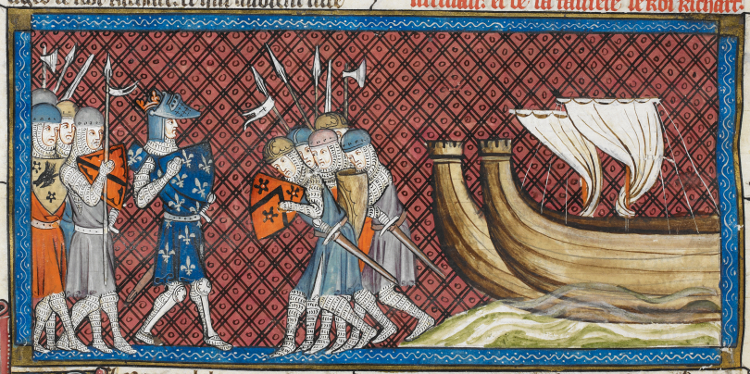
Filip al II-lea al Frantei soseste in Palestina- miniatura medievala din sec. XIV

Asediul cetatii Acra

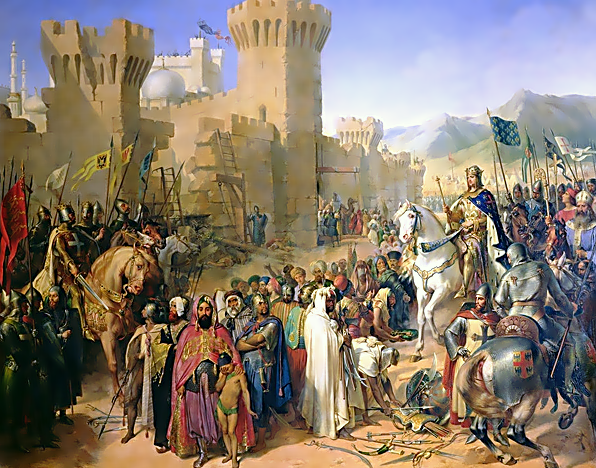
Filip ajunge la Acra - pictura din 1853

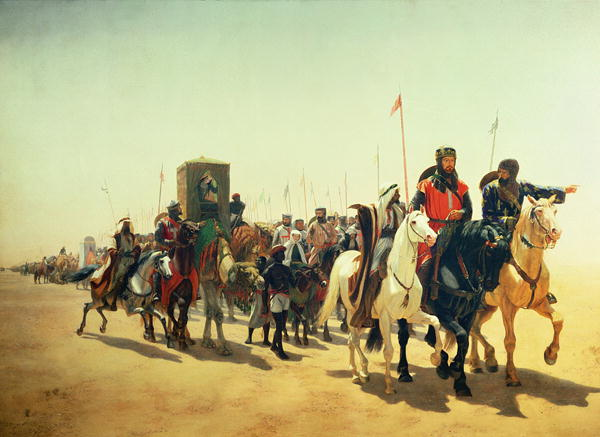
Richard in drum spre Ierusalim

Saladin l-a eliberat pe regele Guy din captivitate în 1189. Dar Guy, profitând de bunătatea lui Saladin, a preluat comanda forțelor creștine din Tir, însă Conrad de Montferrat a menținut autoritatea locală apărând orașul de atacurile musulmane. 
Guy și-a îndreptat atenția spre portul cetății Acra și a declanșat asediul cu ajutorul armatei franceze a regelui Filip.   Armatele combinate n-au putut să riposteze împotriva armatelor lui Saladin. 
În vara 1190, în urma unei epidemii în tabăra franceză, regina Sibylla și fetele ei tinere au murit.  Guy a continuat să se pretindă regele Ierusalimului cu toate că coroana îi aparținea de drept surorii vitrege al Sibyllei, Isabella.   După ce a aranjat un divorț de Humphrey al IV-lea de Toron, Isabella s-a măritat cu Conrad de Montferrat, pretinzandu-se moștenitorul de drept al coroanei Ierusalimului. 
Pe durata iernii 1190-1191, a izbucnit o epidemie de disenterie și de febră, iar Frederick de Suabia, fiul fostului împărat romano-german Frederick Barbarossa, patriarhul Heraclius al Ierusalimului și Theobald al V-lea de Blois au fost răpuși.   În primăvara 1191, Leopold al V-lea de Austria a sosit și a preluat comanda forțelor imperiale. Filip al Franței a ajuns și el cu trupele sale din Sicilia în mai,  inclusiv armata lui Leo al II-lea din Armenia.  
Richard a sosit la Acra pe 8 iunie 1191 și a început construirea de turnuri , catapulte și trebuchete masive pentru asediu.  Cu ajutorul lui Filip și Leopold, Richard a reușit să captureze orașul pe 12 iulie, purtând o mare victorie a creștinitățîi. 
Însă toți trei s-au certat pe seama pradei. 
Richard a înlăturat steagurile germane din oraș și l-a sprijinit pe Guy că regele Ierusalimului datorită gradelor de rudenie, pe când Filp și Leopold îl susțineau pe Conrad, care era rudă cu ei.  S-a decis până la urmă că Guy să rămână rege, dar Conrad avea să primească coroana după moartea sa. Filip și Leopold, supărați pe Richard, și-au luat armatele și au părăsit Țară Sfânta în august 1191.  Filip a lăsat însă 7000 de soldați francezi și 5000 de mărci de argint pentru a-i plăti să rămână și să continue expediția.  
Pe 18 iunie 1191,  Richard a trimis un mesager lui Saladin prin care îi cerea să se întâlnească personal.  Dar Saladin a refuzat, căci cutuma presupunea ca regii să se întâlnească după un acord de pace sau sfârșitul războiului în care să existe un învingător.   Nu s-au întâlnit niciodată, dar Saladin i-a trimis un coș cu fructe și o cutie cu gheață lui Richard atunci când se afla la pat, având febra.  
Richard s-a putut întâlni cu Al-Adil, fratele lui Saladin, trimis să negocieze eliberarea garnizoanei de soldați musulmani capturați, inclusiv femeile și copiii lor. Pe 20 august, Richard, printr-un act de furie, văzând că Saladin întârzie ,  a decapitat 2700 de prizonieri musulmani în față armatei lui Saladin.  Saladin a răspuns prin uciderea tuturor prizonierilor creștini capturați.  
După capturarea cetății Acra, Richard a decis să mărșăluiască spre orașul Jaffa, sperând că dacă îl va captura, va putea ataca și ocupa Ierusalimul. Pe 7 septembrie 1191, Saladin a atacat armata lui Richard la Arsuf printr-o ambuscadă, la 50 km de Jaffa. Saladin a hăituit armata lui Richard , dar Richard a menținut armata într-o poziție de apărare să reziste  până când cavalerii ospitalieri au năvălit peste flancul drept al forțelor lui Saladin.  Printre combatanți, era și Garnier de Nablus,  marele maestru al ordinului cavalerilor ospitalieri/ioaniți.
Richard nu ordonase anterior niciun angajament direct cu inamicul în marș pentru a  captura   Jaffa. Situați în partea din spate a coloanei militare, ospitalierii lui Garnier erau supuși unei presiuni puternice de către musulmani. Au fost constant hărțuiți cu săgeți și atacuri la scară mică, în încercarea de a întrerupe și a atrage coloana cruciaților într-o luptă deplină. Conform manuscrisului din secolul al XIII-lea Itinerarium Regis Ricardi, Garnier era aproape de punctul de rupere și a mers în față în persoană pentru a încerca să-l convingă pe Richard să atace:

Regele meu , suntem presați violent de dușman și suntem în pericol de veșnică infamie, de parcă nu am îndrăzni să le întoarcem loviturile; fiecare dintre noi ne pierdem caii unul după altul și de ce ar trebui să-i mai purtăm cu noi mai departe? 
El a cerut, de asemenea, că Richard să elibereze presiunea cu  un atac de cavalerie. Richard a refuzat și a răspuns: 
Bun maestru, tu trebuie să susții atacul; niciun om nu poate fi peste tot deodată.
Când presiunea a crescut, Marele Maestru și un alt cavaler, Baldwin de Carreo, au atacat musulmanii . La scurt timp după aceea, li s-au alăturat restul forței ospitaliere. Richard, văzând că ordinele sale erau deja nerespectate, făcu semn pentru un atac complet. Acest lucru a prins inamicul într-un moment vulnerabil, iar rândurile lor au fost rupte. Astfel, în anumite privințe, Garnier a ajutat la câștigarea bătăliei, deși a încălcat ordinele regelui  Richard. Printre cavalerii care au luptat cu vitejia s-a numărat și Robert IV de Sablé,care avea să devină noul Mare Maestru al Cavalerilor Templieri.  
Richard a ordonat un contraatac  și a câștigat bătălia, căpătând faima de cel mai bun rege și cavaler al creștinității, de unde și denumirea de "Inimă de Leu" pentru curajul său.  Saladin a pierdut 7000 de oameni în ziua aceea, fiind cea mai catastrofală ambuscadă din istorie.

### Bătălia  pentru  Jaffa

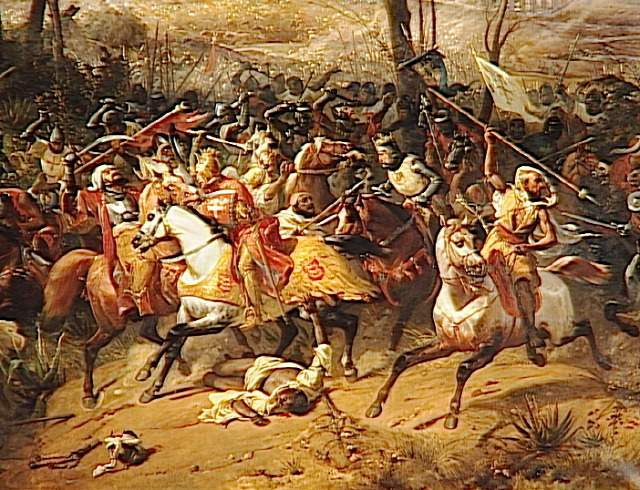
Batalia de la Arsuf

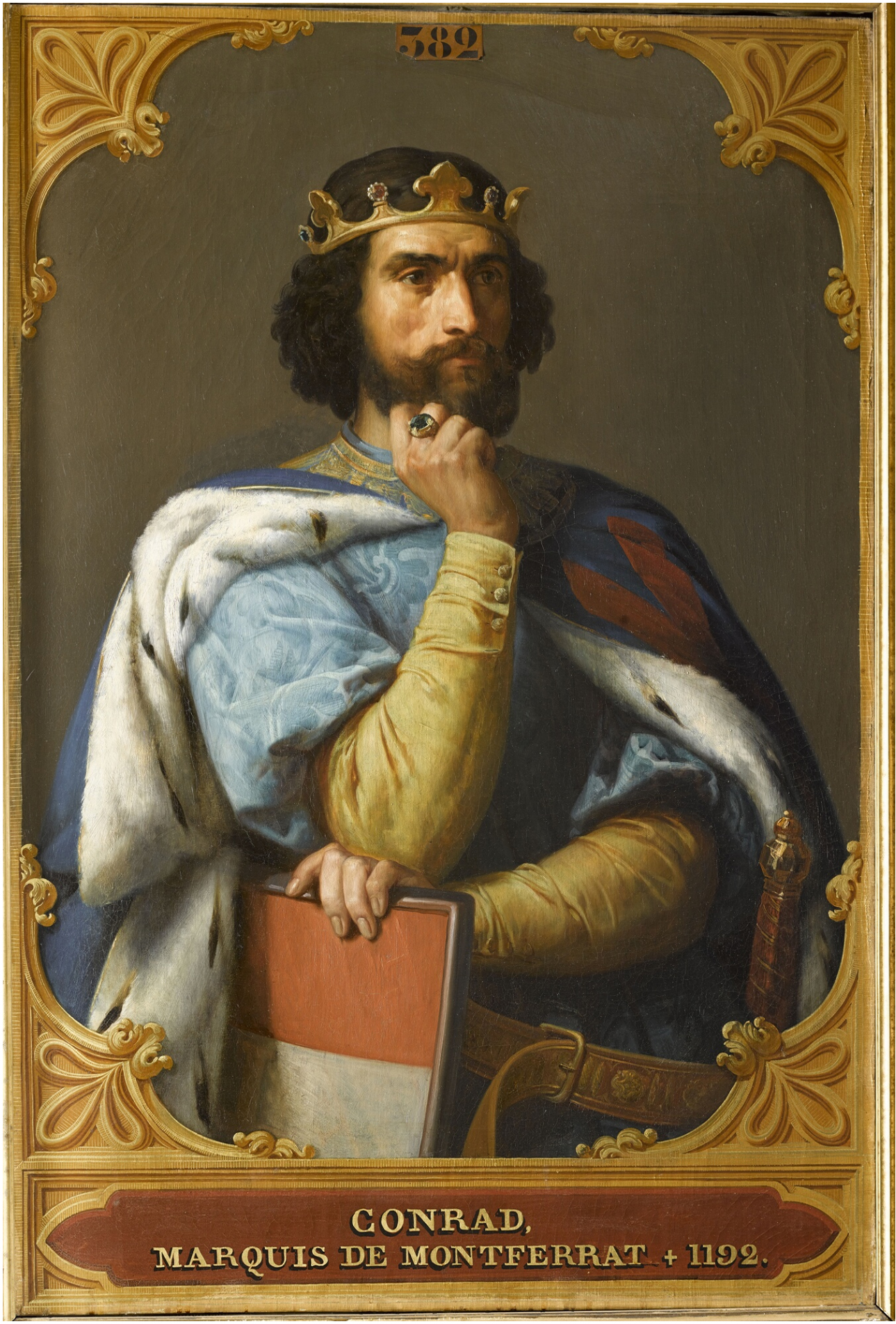
Conrad de Montferrat- noul rege al Ierusalimului, pictura imaginara din 1843

Armata lui Richard a capturat Jaffa, apoi a început noi negocieri cu Saladin prin Al-Adil. S-a încercat  încheierea unui armistițiu prin care  sora lui Richard, Ioana, să se mărite cu Al-Adil, dar a eșuat. Richard a mărșăluit spre Ascalon, dar a găsit orașul demolat de Saladin, care aplica tactica pământului pârjolit. 
În noiembrie 1191,forțele cruciatilor au avansat spre Ierusalim în timp ce moralul musulmanilor era în scădere.   Însă din cauza iernii, Richard a fost nevoit să-și retragă armata spre zona de coastă și a amânat asediul Ierusalimului.  
L-a chemat pe Conrad să i se alăture în campanie, dar acesta l-a refuzat din cauza alianței cu regele Guy.   În aprilie , Richard a fost nevoit să-l accepte pe Conrad ca noul rege al Ierusalimului,  iar cu Guy a făcut un compromis  - i-a cedat Ciprul.    
Însă chiar înainte să fie încoronat, Conrad de Montferrat a fost înjunghiat mortal de doi asasini pe străzile Tirului.  Opt zile mai târziu, nepotul lui Richard, Henric al II-lea de Champagne, s-a însurat cu regina Isabella, care era însărcinată cu copilul lui Conrad.  S-a speculat că Richard a fost în spatele asasinării lui Conrad.  
Pe perioada iernii, Richard a ocupat și refortificat Ascalon, iar în primăvară a cucerit cetatea Darum. În iunie forțele cruciatilor au ajuns în preajma Ierusalimului, dar s-au retras din nou pentru că Richard se temea că nu avea forțe suficiente pentru a asedia Ierusalimul, dar mai ales să-l mențină sub control și să reziste unui atac din partea lui Saladin. S-a retras din nou în zona de coastă.  

În iulie 1192, armata lui Saladin a atacat și capturat Jaffa. 
Richard, care era pe punctul de a se întoarce în Anglia, a auzit veștile și a plecat cu forțe inferioare numeric  de 2000 de oameni  să recupereze Jaffa printr-un atac surpriză din corăbiile lor.  Ayyubizii au fost luați prin surprindere, nefiind pregătiți pentru un atac naval din partea cruciatilor, și au fost alungați din oraș. Richard a eliberat garnizoană de cruciați luați prizonieri.  Saladin a încercat în dimineață următoare să organizeze un atac surpriză, dar a fost descoperit și a pierdut 700 de oameni, fiind uciși de arbaletele cruciatilor. Saladin a fost forțat să se retragă. Cruciații s-au întărit poziția în zona de coastă a Levantului.  

Pe 2 septembrie 1192, după înfrângerea de la Jaffa, Saladin a fost nevoit să încheie un tratat cu Richard asigurându-l că Ierusalimul va rămâne sub control musulman, dar va permite pelerinilor creștini și negustorilor să viziteze Ierusalimul oricând doresc, iar Ascalanon a fost returnat lui Saladin.  
Pe 9 octombrie 1192, Richard a părăsit Țară Sfânta pentru a se întoarce în Anglia, având multe probleme de rezolvat din cauza fratelui său, Ioan fără de Țară.

## Urmări

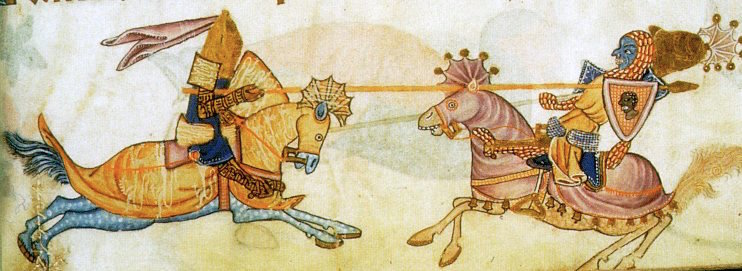
Batalie imaginara intre Richard si Saladin

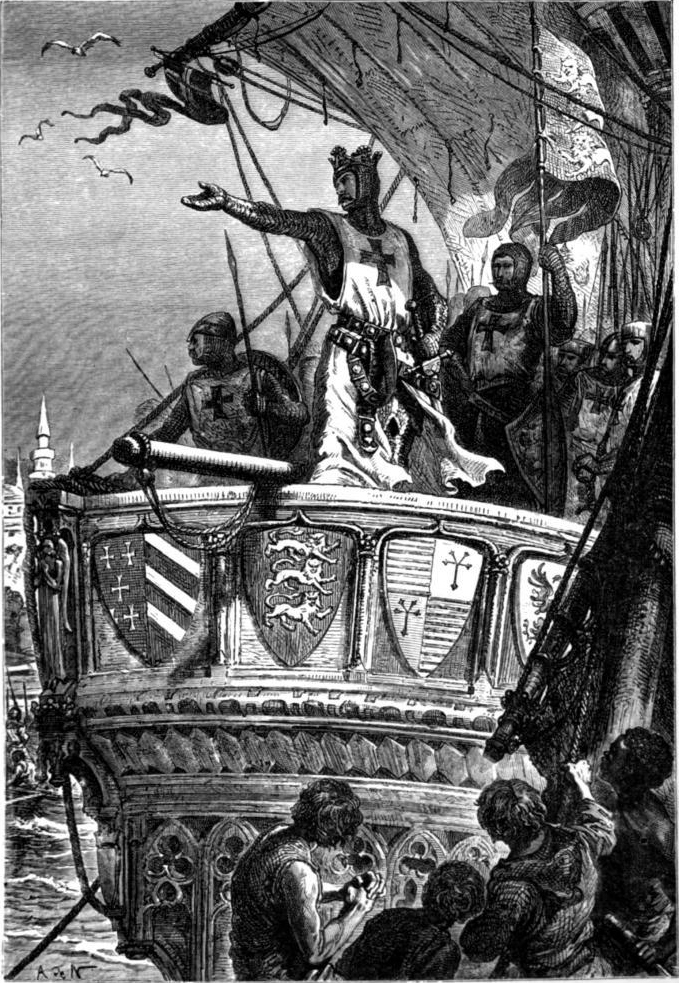
Richard paraseste Tara Sfanta

Niciuna dintre părți nu a fost pe deplin mulțumită de rezultatele războiului. Deși victoriile lui Richard i-au privat pe musulmani de importante teritorii de coastă și au restabilit un stat franc viabil în Palestina, mulți creștini din vestul latin s-au simțit dezamăgiți că a ales să nu recucerească  Ierusalimul.   La fel, mulți din lumea islamică s-au simțit deranjați de faptul că Saladin nu a reușit să-i alunge pe creștini din Siria și Palestina. Cu toate acestea, comerțul a înflorit în tot Orientul Mijlociu și în orașele portuare de-a lungul coastei mediteraneene. 
Savantul și biograful lui Saladin, Baha al-Din, a povestit suferința lui Saladin la succesele cruciaților:
Mă tem să fac pace, neștiind ce poate deveni din mine. Dușmanul nostru va crește puternic, acum că a păstrat aceste meleaguri. Vor ieși să-și recupereze restul pământurilor și veți vedea pe fiecare dintre ei așezat pe vârful dealului său, adică în castelul său, după ce a anunțat „voi rămâne pe loc” și musulmanii vor fi ruinați. Acestea au fost cuvintele sale și au apărut așa cum a spus el.
În 1193, Saladin a murit de febră galbenă. Moștenitorii săi se vor certa asupra succesiunii și, în cele din urmă, îi vor fragmenta cuceririle.

Richard a fost arestat și închis în decembrie 1192 de Leopold al V-lea, ducele de Austria, care l-a suspectat pe Richard că l-a ucis pe vărul lui Leopold, Conrad de Montferrat. Leopold fusese, de asemenea, jignit de faptul că Richard  i-a aruncat drapelele de pe zidurile din Acre. Ulterior a fost transferat în custodia lui Henric al VI-lea, împăratul Sfântului Roman și a fost nevoie sa plateasca o răscumpărare de o sută cincizeci de mii de mărci pentru a obține eliberarea sa. Richard s-a întors în Anglia în 1194 și a fost lovit de sageata unei arbalete in timpul unui asediu asupra francezilor în 1199, murind de hemoragie la vârsta de 41 de ani.

Henry de Champagne a fost ucis într-o cădere accidentală în 1197. Regina Isabella s-a căsătorit apoi pentru a patra oară cu Amalric de Lusignan, care îl succedase fratelui său Guy, poziționat ca rege al Ciprului. După moartea lor în 1205, fiica ei cea mare Maria de Montferrat (născută după uciderea tatălui ei) a ajuns pe  tronul Ierusalimului.
Decizia lui Richard de a nu ataca Ierusalimul ar duce la apelul pentru o a patra cruciadă la șase ani după ce a treia s-a încheiat în 1192. Cu toate acestea, victoriile lui Richard au facilitat supraviețuirea unui bogat regat de cruciați centrat pe Acra. Istoricul Thomas F. Madden rezumă realizările celei de-a treia cruciade:
"... a treia cruciadă a fost cu aproape orice măsură o expediție de mare succes. Majoritatea victoriilor lui Saladin în urma lui Hattin au fost șterse. Regatul cruciaților a fost vindecat de diviziunile sale, restaurat în orașele sale de coastă și a asigurat  pacea cu cel mai mare dușman al său. Deși nu reușise să recupereze Ierusalimul, Richard îi pusese din nou pe creștinii Levantului în picioare."

Relatările evenimentelor din jurul celei de-a treia cruciade au fost scrise de autorii anonimi ai Itinerarium Peregrinorum et Gesta Regis Ricardi (alias Itinerarium Regis Ricardi), continuarea în franceză veche a lui William de Tir (părți ale căreia sunt atribuite lui Ernoul) și de Ambroise , Roger din Howden, Ralph din Diceto și Giraldus Cambrensis.

Pentru Regatul Angliei, cruciada a treia a fost atât de costisitoare încât că a băgat-o în faliment, iar Ioan, când a ajuns rege și l-a succedat pe Richard, a crescut taxele pentru nobilime, ceea ce a dus la războiul baronilor și războiul cu  Filip al Franței ,  dar și la crearea Magnei Charta în 1215. 
Anglia a pierdut teritoriile franceze (mare parte din Aquitania, Bretania, Normandia, Valea Loarei și Gasconia)  ce a dus la distrugerea imperiului angevin și reîntregirea teritorială a regatului francez.
Pentru Imperiul Bizantin, eșecul Cruciadei a Treia a dus la declanșarea Cruciadei a Patra care s-a încheiat cu jefuirea Constantinopolului  chiar de către cruciați în 1204,  precum și la  dispariția să temporata și înlocuirea cu Imperiul de la Niceea și Imperiul Latin.  Sultanatul  de Rum a acumulat și mai multe teritorii în Asia Mică. 
Sfântul Imperiu Roman, după moartea devastatoare a împăratului Frederick Barbarossa, și după scurta domnie a lui Henric al VI-lea, a intrat într-o perioadă de haos timp de 17 ani datorită disputelor privind tronul. Dar în 1220 a venit Frederick al II-lea la tron , care în 1228 a declanșat cea de-a șasea cruciadă unde de această dată, cruciații germani au reușit să captureze Ierusalimul pe cale diplomatică, după ce Frederick al II-lea a negociat cu Al-Kamil, sultanul Egiptului Ayubid, în 1229 fiind încoronat ca noul rege  al Ierusalimului.  Ierusalimul a fost pierdut însă în 1250 după moartea sa, capturat de nouă dinastie din Egipt, Sultanatul Mamelucilor.